# Histiostoma feroniarum
Histiostoma feroniarum är en spindeldjursart som först beskrevs av Dufour 1839.  Histiostoma feroniarum ingår i släktet Histiostoma och familjen Histiostomatidae. Inga underarter finns listade i Catalogue of Life.